# North Newton
North Newton ist eine Stadt im US-Bundesstaat Kansas im Harvey County. Das U.S. Census Bureau hat bei der Volkszählung 2020 eine Einwohnerzahl von 1814 ermittelt.
North Newton grenzt im Süden direkt an die Stadt Newton. In North Newton befindet sich das Bethel College.

## Geschichte
Nachdem Kansas 1861 Bundesstaat der USA wurde, kam es von den 1870er Jahren bis zu den 1890er Jahren zu einer Siedlungswelle, bei der sich in der Gegend des heutigen New Newtons vor allem Mennoniten aus Preußen und Russland niederließen.
Zwischen 1867 und 1871 verlief der Chisholm Trail, über dem mehr als eine Million Rinder getrieben wurden, durch das Gelände des heutigen North Newton.
1887 wurde auf offenem Feld nördlich von Newton vom Pfarrer David Goerz das Bethel College gegründet. Um das älteste mennonitische College der USA herum bildete sich mit der Zeit eine vorwiegend mennonitische Gemeinschaft. Erst 1938 wurde North Newton offiziell zu einer Stadt, weil Zugang zu Fördermitteln des New Deals nur mit Stadtrechten möglich war. Ursprünglich wollte man die Stadt nach dem College Bethel benennen, allerdings gab es damals schon einen gleichnamigen Ort in Kansas.
North Newton und das größere Newton grenzen direkt aneinander haben aber jeder eine eigenständige Verwaltung, Polizei und Postleitzahl.

## Bilder

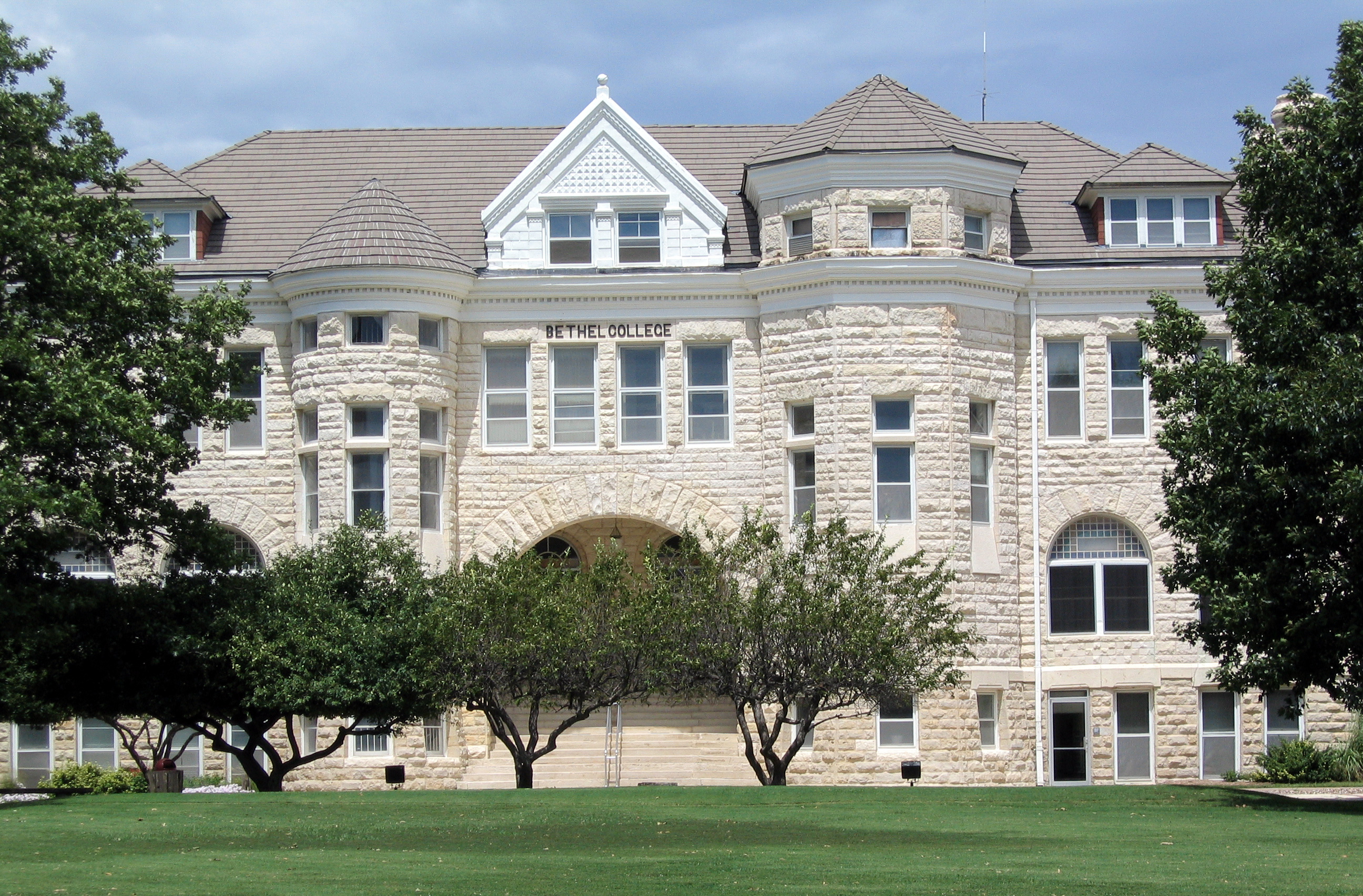
Bethel College Verwaltungsgebäude
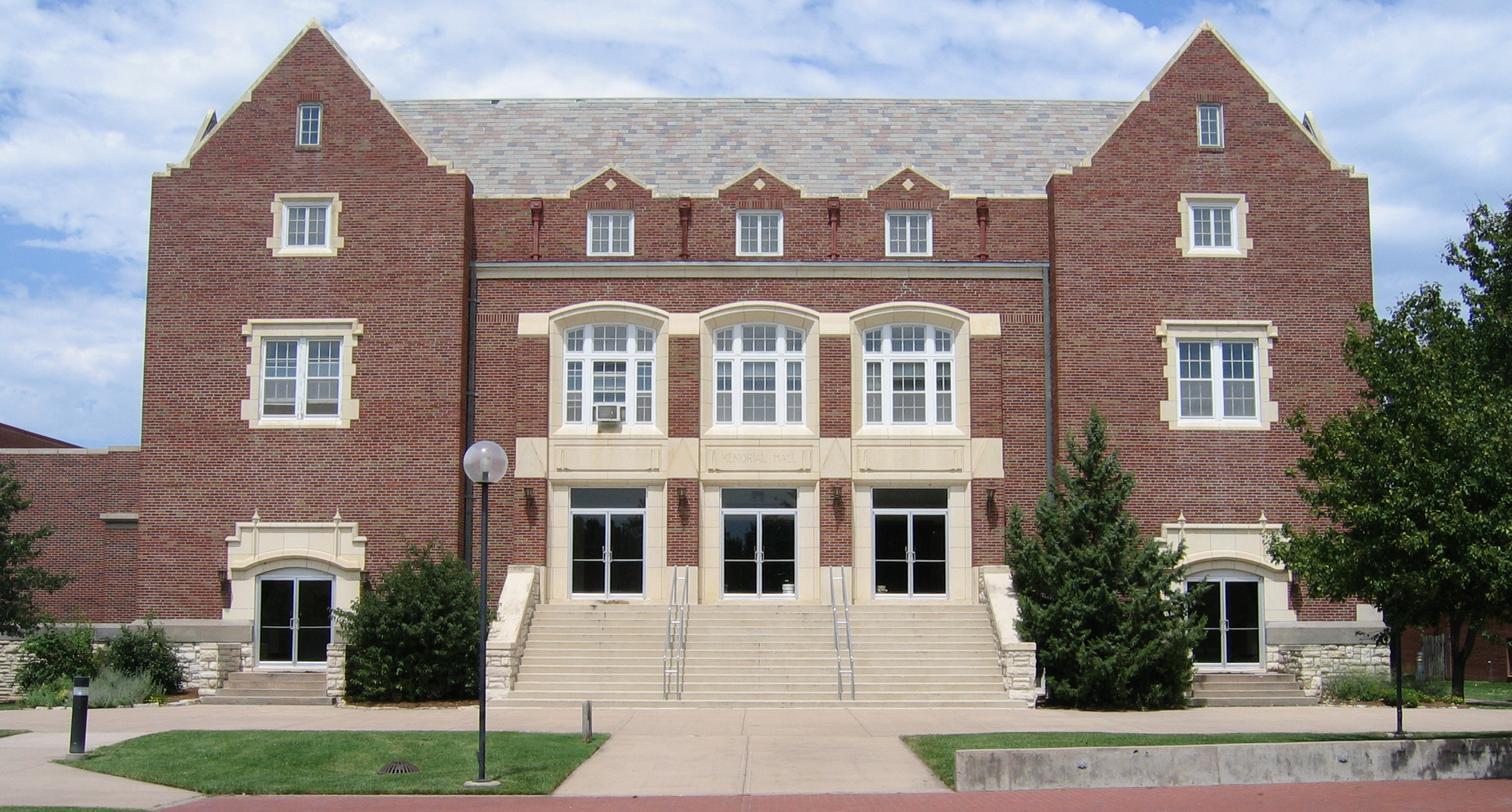
Memorial Hall Bethel College